# Nazionale maschile under 23 di pallavolo della Corea del Sud
La nazionale Under-23 di pallavolo maschile della Corea del Sud è una squadra asiatica e oceaniana composta dai migliori giocatori di pallavolo della Corea del Sud con un'età inferiore di 23 anni ed è posta sotto l'egida della Federazione pallavolistica della Corea del Sud.

## Risultati

### Campionato mondiale Under-23
| Edizione | Piazzamento     | Formazione   |
| -------- | --------------- | ------------ |
| 2013     | non qualificata | -            |
| 2015     | 8º posto        | Convocazioni |
| 2017     | non qualificata | -            |

### Campionato asiatico e oceaniano Under-23
| Edizione | Piazzamento     | Formazione   |
| -------- | --------------- | ------------ |
| 2015     | 2º posto        | Convocazioni |
| 2017     | non qualificata | -            |